# Larissa Pimenta
Larissa Cincinato Pimenta (ur. 1 marca 1999) – brazylijska judoczka, olimpijka z Tokio (2020), gdzie zajęła dziewiąte miejsce w wadze półlekkiej i brązowa medalistka olimpijska z Paryża (2024).
Siódma na mistrzostwach świata w 2022 i 2024; uczestniczka zawodów w 2019 i 2021, a także zdobyła dwa medale w drużynie. Startowała w Pucharze Świata 2019 i 2020. Triumfatorka igrzysk panamerykańskich w 2019 i 2023.  Wygrała igrzyska Ameryki Południowej w 2018. Zdobyła sześć medali mistrzostw panamerykańskich w latach 2019 - 2024. 

## Letnie Igrzyska Olimpijskie 2020
| Konkurencja | Eliminacje           | Eliminacje      | Klas. końcowa |
| Konkurencja | Przeciwnik I         | Przeciwnik II   | Miejsce       |
| ----------- | -------------------- | --------------- | ------------- |
| 52 kg       | Agata Perenc (POL) Z | Uta Abe (JPN) P | 9.            |